# NGC 5489
NGC 5489 est une galaxie spirale située dans la constellation du Centaure. Sa vitesse par rapport au fond diffus cosmologique est de 3 183 ± 53 km/s, ce qui correspond à une distance de Hubble de 47,0 ± 3,4 Mpc (∼153 millions d'al). NGC 5489 a été découverte par l'astronome britannique John Herschel en 1834.
À ce jour, une mesure non basée sur le décalage vers le rouge (redshift) donne une distance d'environ 39,700 Mpc (∼129 millions d'al). Cette valeur est à l'extérieur des valeurs de la distance de Hubble. Notons que c'est avec la valeur moyenne des mesures indépendantes, lorsqu'elles existent, que la base de données NASA/IPAC calcule le diamètre d'une galaxie et qu'en conséquence le diamètre de NGC 5489 pourrait être d'environ 43,9 kpc (∼143 000 al) si on utilisait la distance de Hubble pour le calculer.